# Економски факултет Универзитета у Варшави
Економски факултет Универзитета у Варшави, (оригинални назив на пољском језику: Wydział Nauk Ekonomicznych Uniwersytetu Warszawskiego) је факултет Универзитета у Варшави који се налази у улици Długa 44/50, пружа образовање у области економије, финансија (смер: финансије, инвестиције и рачуноводство), економетрије (смер: рачунарство и економетрија) и науке о подацима у редовном и ванредном режиму (увече и хонорарно) на пољском и енглеском језику. Факултет организује и постдипломске студије.
Факултет је од 2017. године издавач Централноевропског економског часописа. Овде се организују периодичне конференције, укључујући: Варшавски међународни економски састанак и Варшавску монетарно-макрофинансијску конференцију.

## Историјат факултета
Факултет је основан 1953. године као Факултет политичке економије, иако се економија предавала на Универзитету у Варшави од почетка универзитета. После марта 1968. године његово деловање је обустављено, а затим је укључен у састав Факултета друштвених наука, са рангом института (Институт економских наука). Године 1977. поново је рођен под данашњим именом.

## Организација факултета
Катедре и одсеци на Економском факултету
- Департман за банкарство, финансије и рачуноводство
- Катедра за политичку економију
- Катедра за економску историју
- Катедра за пословну информатику и економске анализе
- Катедра за макроекономију и теорију спољне трговине
- Одељење за статистику и економетрију
- Одсек за микроекономију
- Катедра за теорију економског развоја
- Катедра за популациону економију и демографију
- Одељење за квантитативне финансије

Центри
- Центар за економске анализе јавног сектора
- Центар за истраживање тржишта рада
- Група за квантитативно истраживање финансија
- Варшавски центар за еколошку економију
- Лабораторија за експерименталну економију

## Студентске организације
Научни клубови
- Научни клуб за економску стратегију (од 2001. године)
- Научни клуб за инвестиције и финансије (раније Научни клуб за инвестиције и финансије „Маркет Визардс“ – од 2004. године)
- Научни преговарачки круг Универзитета у Варшави (од 2015. године)
- Научни клуб за управљање некретнинама (од 2003. године)
- Научни клуб за економску анализу и економску информатику (од 2007. године)
- Научни клуб за институционалну економију (од 2009. године)
- Научни клуб економске дебате (од 2013. године)
- Научни круг Економска политика (од 2018. године)

Остатак
- Студентски савет Економског факултета Универзитета у Варшави
- Студентски часопис "Зависи"
- Удружење дипломаца и студената Економског факултета Универзитета у Варшави